# Embajada de España en Ucrania
La Embajada de España en Ucrania es la máxima representación legal del Reino de España en Ucrania. 

## Embajador
La actual embajadora es Silvia Josefina Cortés Martín, quien fue nombrada por el gobierno de Mariano Rajoy el 15 de septiembre de 2017.

## Misión diplomática
El Reino de España tiene una embajada en la capital de Ucrania, Kiev, creada con carácter no residente en 1992. Actualmente la sede diplomática se encuentra cerrada.

## Historia
Las relaciones diplomáticas se iniciaron en 1991 tras el reconocimiento de la independencia de Ucrania de la antigua Unión Soviética. Existe un fluido diálogo político entre los dos países. Cabe resaltar el aspecto humanitario de la relación que viene fortalecido con los programas de asociaciones españolas para acoger a niños ucranianos en familias españolas durante el periodo de vacaciones escolares y la presencia de una importante colonia de ciudadanos ucranianos en España. Como consecuencia de la invasión rusa de Ucrania (desde febrero de 2022), la legación diplomática cerró temporalmente y el personal se trasladó a Polonia.

## Demarcación
Con anterioridad a la independencia de Ucrania, las relaciones diplomáticas eran entre España y la Unión Soviética, donde se incluía Ucrania como la República Socialista Soviética de Ucrania a través de la Embajada española en Moscú.